# Sydney Buxton, 1. Earl Buxton

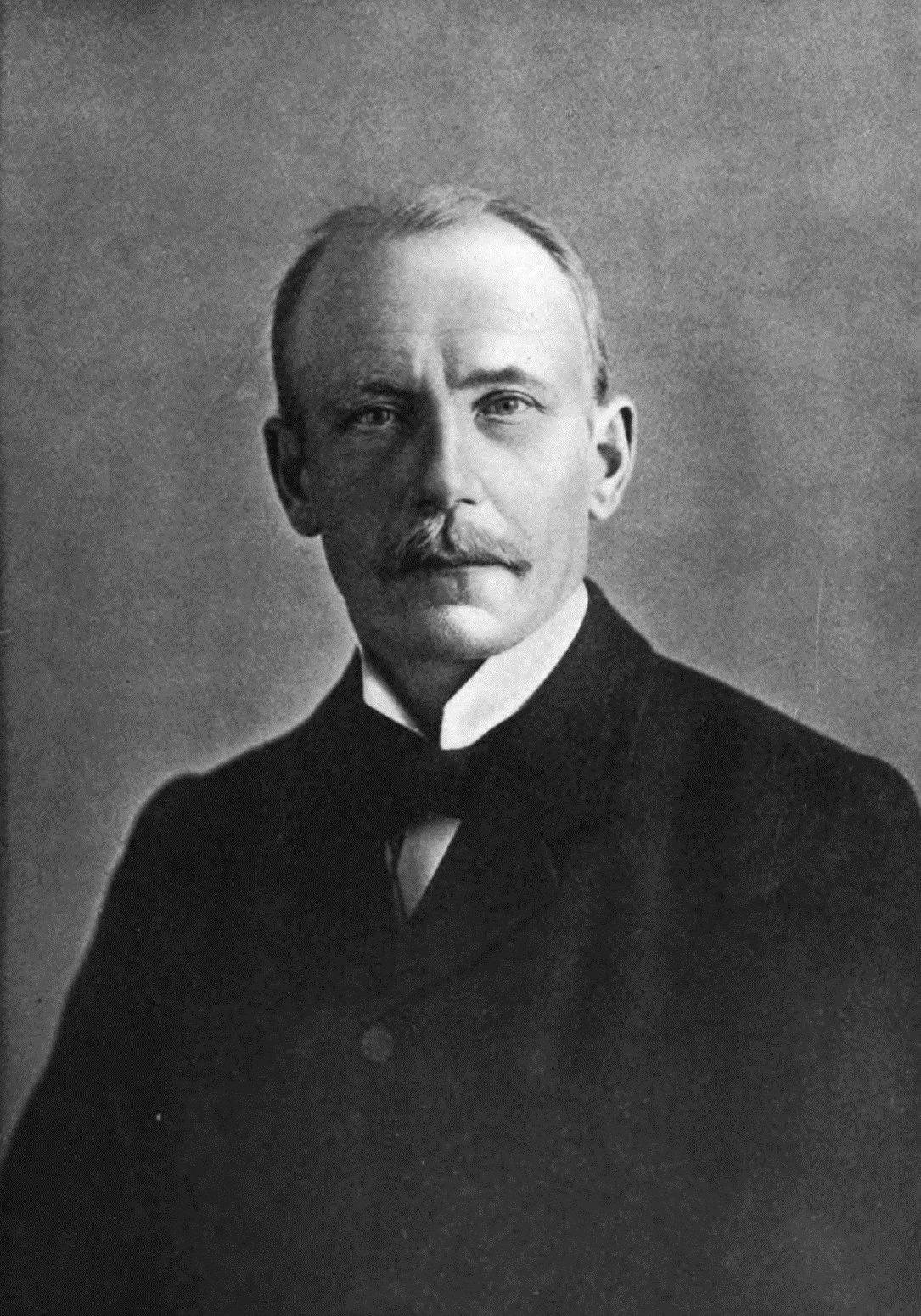
Sydney Buxton, um 1906

Sydney Charles Buxton, 1. Earl Buxton, GCMG, PC (* 25. Oktober 1853 in London; † 15. Oktober 1934 in Newtimber, Sussex) war ein radikal-liberaler britischer Politiker des späten 19. und 20. Jahrhunderts. Zusätzlich bekleidete er von 1914 bis 1920 das Amt des Gouverneurs von Südafrika.

## Hintergrund und Bildung
Buxton war der Sohn des Brauereiunternehmers und Politikers Charles Buxton (1822–1871) und Enkel des Sozialreformers Sir Thomas Fowell Buxton, 1. Baronet. Seine Mutter war Emily Mary Holland, Tochter des Physikers und Reisenden Sir Henry Holland, 1. Baronet. Sydney Buxton wurde in London geboren, besuchte das Clifton College in Bristol und studierte am Trinity College der Universität Cambridge. Zwischen 1876 und 1882 war er Mitglied des London School Boards.

## Politische Karriere
Im Jahr 1880 wurde Buxton in politischen Kreisen durch die Veröffentlichung seines Buchs Handbook to the Political Questions of the Day bekannt. Das Buch erreichte elf verbesserte Auflagen. Im Jahr der Erstausgabe kandidierte er im Wahlkreis Boston in Lincolnshire für das britische House of Commons, wobei er die Wahl verlor. 1883 wurde er dann doch in das britische Parlament gewählt, indem er die Nachwahl (by-election) im Wahlkreis Peterborough, zur Nachbesetzung des Parlamentssitzes des vorzeitig zurückgetretenen Abgeordneten Hampden Whalley, für sich entscheiden konnte. Bei der britischen Unterhauswahl 1885 wurde er in Peterborough jedoch nicht wiedergewählt, kehrte aber bereits im nächsten Jahr als Abgeordneter für den Londoner Wahlkreis Poplar ins Parlament zurück. Buxton wurde dort mehrfach wiedergewählt und behielt sein Mandat bis Mai 1914.

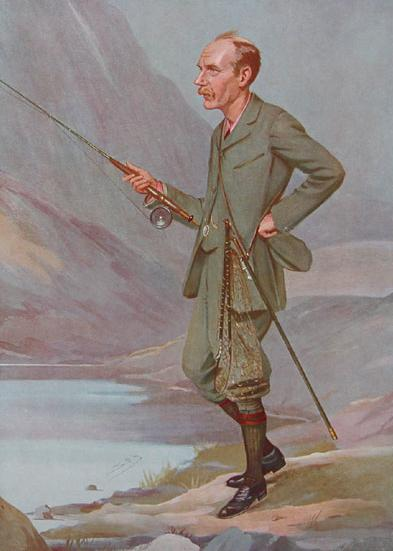
The Post-Master General, Karikatur Buxtons in der Vanity Fair, 1907

Von 1892 bis 1895 fungierte Buxton als Unterstaatssekretär für die Kolonien. 1905 erhielt Buxton seinen ersten Kabinettsposten als Generalpostmeister des Vereinigten Königreichs und wurde ins Privy Council aufgenommen. In diesem Amt führte er Dienste wie das penny postage, welches den britischen Bürgern eine Möglichkeit gab, Briefe für nur einen Penny in die Vereinigten Staaten zu senden, den kanadischen Magazinbeitrag sowie ein vergünstigtes Porto für Blinde ein. 1910 wurde Buxton Präsident des Handelsausschusses. In dieser Position überwachte er die Verabschiedung oder Änderung zahlreicher Handels- und Gewerbegesetze. Nach dem Untergang der Titanic im Jahr 1912 bat er Lord Loreburn, den Lordkanzler, um die Einsetzung einer Untersuchungskommission zu diesem Unglück. Diese Kommission wurde schließlich von Lord Mersey geleitet.
Im Februar 1914 wurde Buxton zum Generalgouverneur des Südafrikanischen Union ernannt. Am 13. Februar 1914 wurde er als Knight Grand Cross des Order of St Michael and St George in den persönlichen Adelsstand erhoben. Am 11. Mai desselben Jahres wurde er als Viscount Buxton, of Newtimber in the County of Sussex, zum erblichen Peer erhoben, wodurch er Mitglied des britischen House of Lords wurde und aus dem House of Commons ausschied. Ein Aufstand eines Teils der südafrikanischen Bevölkerung bei Ausbruch des Ersten Weltkriegs bedrohte vorübergehend seine Sicherheit, doch der Premierminister des Landes, General Louis Botha, schloss sich sofort auf britischer Seite dem Krieg an. In der Folgezeit führten Lord Buxton und General Botha eine effektive politische Partnerschaft, in der sie die südafrikanischen Kriegseinsätze planten und durchführten, darunter auch den Einmarsch in die benachbarte Kolonie Deutsch-Südwestafrika (siehe Erster Weltkrieg in Südwestafrika). Lord Buxton reiste viel durch Südafrika und machte sich bei der Bevölkerung beliebt. Als er 1920 in den Ruhestand ging, zeigte die Bevölkerung ihre Zuneigung zu ihm. Auch nach seiner Rückkehr nach England setzte sich sein Interesse an südafrikanischen Angelegenheiten fort und er fungierte von 1920 bis 1933 als Präsident der Afrikanischen Gesellschaft. Zeitweise war er auch Direktor der Barclays Bank.
Am 8. November 1920 wurde ihm auch der erbliche Titel Earl Buxton verliehen. Er blieb Mitglied der Liberalen Partei, wobei er häufig seinen engen Freund und Kollegen Sir Edward Grey unterstützte. 1920 wurde ihm die Ehrendoktorwürde eines Doctor of Law der Universität Kapstadt und 1922 die eines Doctor of Civil Law der Universität Oxford verliehen. Im selben Jahr wurde er Kanzler des Order of St Michael and St George. In seinen späten Jahren musste er sich aufgrund einer Knieverletzung, die er sich früher im Leben zugezogen hatte, einer Beinamputation unterziehen.
Er starb am 15. Oktober 1934 auf seinem Anwesen Newtimber Place in Sussex.

## Ehen und Nachkommen
Lord Buxton war zweimal verheiratet. In erster Ehe heiratete er 1882 Hon. Constance Mary Lubbock († 1892), die zweite Tochter von John Lubbock, 1. Baron Avebury. Mit ihr hatte er zwei Söhne und eine Tochter, von denen die beiden Söhne noch zu seinen Lebzeiten starben:
- Hon. Charles Sydney Buxton (1884–1911), starb unverheiratet;
- Hon. Kenneth Sydney Buxton (1886–1894), er starb im Alter von sieben Jahren;
- Lady Phyllis Sydney Buxton OBE (1888–1942), ⚭ 1918 Rev. Canon Maurice George Jesser Ponsoby (1880–1943), Enkel des 2. Baron de Mauley, hatte fünf Kinder, von denen zwei (Elizabeth und Mary) Nachkommen haben.

Nach dem Tod seiner ersten Gattin heiratete er 1896 in zweiter Ehe Mildred Anne Smith (1866–1955), die ältere Tochter von Hugh Colin Smith, Gouverneur der Bank of England, von Mount Clare, Roehampton, einer Schwester des Bankiers Vivian Smith, 1. Baron Bicester (1867–1956) und des Admirals Sir Aubrey Smith (1872–1957). Seine zweite Gattin engagierte sich als Sozialaktivistin und wurde 1919 als Dame Grand Cross des Order of the British Empire ausgezeichnet. Mit ihr hatte er zwei Töchter und einen Sohn:
- Lady Doreen Maria Josepha Sydney Buxton (1897–1923), eine zweieiige Zwillingsschwester, sie starb im Alter von 25 Jahren, kurz nach der Geburt ihres dritten Kindes, ⚭ 1918 Charles Alfred Euston Fitzroy  (1892–1970), dieser erbte später den Titel 10. Duke of Grafton, als 1936 dessen entfernter Verwandter, der 9. Duke, bei einem Autorennen ums Leben kam.
- Hon. Denis Bertram Sydney Buxton (1897–1917), ein zweieiiger Zwilling, fiel im Alter von 19 Jahren in der dritten Flandernschlacht als Second Lieutenant der Coldstream Guards.
- Lady Alethea Constance Dorothy Sydney Buxton (1910–2004), ⚭ 1934 Ven. Peter Charles Eliot (1910–1995), anglikanischer Archidiakon von Worcester, Enkel des 3. Earl of St. Germans, sie hatten keine Nachkommen.

Da alle seine Söhne zu seinen Lebzeiten unverheiratet starben, erloschen seine Adelstitel mit seinem Tod. Earl Buxton hinterließ seine zweite Frau Mildred und zwei seiner Töchter sowie acht Enkelkinder, darunter der spätere 11. Duke of Grafton (1919–2011).

## Werke
- Handbook to Political Questions of the Day (1880).
- Mr. Gladstone's Irish Bills (1886).
- Finance and Politics. An Historical Study, 1783–1885. 2 Bände (1888).
- Mr. Gladstone as Chancellor of the Exchequer (1901).
- Fishing and Shooting (1902).
- The Arguments on either side of the Fiscal Question (1903).
- General Botha (1924).